# 永平君
永平君（韓語：영평군，1828年8月30日—1902年2月1日），名李景應（이경응），是朝鮮王朝末期與大韓帝國時代的王室成員，朝鮮王朝第25代君主哲宗李昪的兄長。

## 生平
永平君生於純祖二十八年（1828年）七月二十日，本名李元羲（이원희），是全溪大院君李㼅與妾侍李氏之子，有一嫡兄懷平君李明與異母庶弟哲宗。哲宗即位後，封為昭義大夫並改名李昱（이욱），同年七月任命為宗戚執事。哲宗也設立全溪大院君祠，命永平君主祀生父全溪大院君。
高宗時期，他曾被任命為代奠官、哀冊文書寫官，後來也負責拜祭庶母龍城府大夫人廉氏（哲宗生母）、恩彥君李䄄及月山大君李婷的墳墓。由於永平君有慢性病而且一直沒有子嗣，故朝廷指定以宣祖第九子慶昌君李珘的後代李順達（李載純）作其嗣子。到高宗五年（1868年）時，由於永平君屬德興大院君後裔中「應」字輩的宗親，依統一行輩的要求而再次改名為李景應。永平君曾分別於高宗九年（1872年）主持永惠翁主的婚禮、高宗三十年（1893年）主持義和君李堈的婚禮，亦授予上輔國及領敦寧院事官職。大韓帝國建立之後，永平君在光武元年（1897年）上疏，說自己的孫子李漢鎔早逝，而養子李載純已經沒有其他繼承人，請求將族孫李建鎔的兒子李麟鳳（李海昇）過繼給李漢鎔，作為自己的曾孫。
光武六年（1902年）陽曆二月一日（陰曆辛丑十二月二十三日），永平君李景應逝世，光武七年（1903年）加諡號孝貞（효정）。

## 家族關係

### 先祖
- 曾祖父：莊獻世子（莊祖）李愃
- 曾祖母：肅嬪林氏
- 祖父：恩彥君李䄄
- 祖母：全山郡夫人李氏（朝鲜语：전산군부인 이씨）
- 父親：全溪大院君李㼅
- 母親：李氏，李㼅的妾室

### 家庭
- 元配：貞敬夫人平山申氏（평산 신씨，1832－1857），申在準（신재준）的獨生女；她是永城尉申光綏（英祖駙馬）的姪孫女[4][20][21]
- 繼室：貞敬夫人清道金氏（청도 김씨，1839－1921），金載元（김재원）次女[4][22][23]
  - 女兒：淑夫人全州李氏（1866－1913）[24][25][26]
  - 女婿：黃演秀（황연수，1866－1949），字可久、號愚石，本貫昌原黃氏（朝鲜语：창원 황씨），官至正三品秘書監丞[27]；黃普淵（황보연）之子。[a][25]其曾祖母全州李氏是德興大院君後裔，是晉安君（朝鲜语：진안군 (왕족)）李彥植姪女、李民植（達善君（朝鲜语：달선군）養子）次女[28][29]。
    - 外孫女：昌原黃氏（1884－？），沈昇澤（심승택）夫人；有二子三女[30]
    - 外孫：黃葵性（황규성，1893－1949），字敬祿，夫人全州李氏（1891－1965）是廣平大君後代李鼎淵次女；有三子[25][31]
    - 外孫女：昌原黃氏（1894－1914），閔弘植（韓語：민홍식；閔謙鎬孫，閔泳瓚次子）元配夫人；無子女[32]
    - 外孫女：昌原黃氏（1898－1951），尹（）夫人[33]
    - 黃演秀還有一個女兒為李正植（全州李氏）夫人

  - 養子：清安君（朝鲜语：청안군 (1851년)）李載純（이재순，1851－1904）[4]，生父是慶昌君派的李徽應（이휘응）[34]
  - 媳婦：貞敬夫人豐山洪氏（풍산 홍씨，1853－？），貞明公主的晜孫洪慶謨（홍경모）第三女[1][35][36]
    - 養孫：李漢鎔（朝鲜语：풍선군）（，1875－1890），生父是昭顯世子派的李載徹（이재철）。[37]1907年（隆熙元年）10月14日追贈為豐善君[38]
    - 孫媳婦：貞敬夫人南陽洪氏（남양 홍씨，1875－？），洪淳寬（홍순관）女[1][39]
      - 養曾孫：清豐君（朝鲜语：이해승）李海昇（이해승，1890－？），生父是德興大院君派的李建鎔（이건용）。[28][b]1910年10月7日成為日本統治下的朝鮮貴族，並受封侯爵[42]；韓戰時失蹤[43][44][45]
      - 曾孫媳婦：貞敬夫人青松沈氏（청송 심씨），知敦寧司事沈健澤（朝鲜语：심건택）次女[46][47]

## 附註
1. ↑  黃演秀共有兩任妻子，完山李氏（1866－1913）與全州崔氏（1894－1975）並共有三子四女。
2. ↑  李建鎔為德興大院君派李載範嗣子，但是其親生祖父李錫玄（1810－1867）是月山大君的後代。[40][41]